# Saut en longueur féminin aux championnats du monde d'athlétisme 2005
Navigation
Paris 2003 Osaka 2007
L'épreuve du saut en longueur féminin des championnats du monde d'athlétisme 2005 s'est déroulée les 9 et 10 août 2005 dans le Stade olympique d'Helsinki, en Finlande. Elle est remportée par l'Américaine Tianna Madison. La Russe Tatyana Kotova, initialement deuxième du concours, est disqualifiée en 2013 pour dopage.

## Résultats

### Finale
| Rang               | Athlète             | Pays        | Essais | Essais | Essais | Essais | Essais | Essais | Marque | Notes |
| Rang               | Athlète             | Pays        | 1      | 2      | 3      | 4      | 5      | 6      | Marque | Notes |
| ------------------ | ------------------- | ----------- | ------ | ------ | ------ | ------ | ------ | ------ | ------ | ----- |
| Médaille d'or      | Tianna Madison      | États-Unis  | x      | 6.69   | 6.35   | x      | 6.89   | x      | 6.89 m | PB    |
| Médaille d'argent  | Eunice Barber       | France      | 6.44   | x      | 6.31   | 6.70   | x      | 6.76   | 6.76 m |       |
| Médaille de bronze | Yargelis Savigne    | Cuba        | 6.69   | 6.34   | x      | x      | 6.51   | 6.67   | 6.69 m |       |
| 4                  | Anju Bobby George   | Inde        | 6.66   | 6.59   | 6.57   | 6.51   | x      | 6.56   | 6.66 m | SB    |
| 5                  | Oksana Udmurtova    | Russie      | 6.45   | 5.97   | 6.53   | 6.46   | x      | 6.28   | 6.53 m |       |
| 6                  | Grace Upshaw        | États-Unis  | 6.44   | 6.24   | 6.49   | 6.51   | x      | 6.38   | 6.51 m |       |
| 7                  | Kelly Sotherton     | Royaume-Uni | 6.38   | x      | 6.42   | x      | x      | x      | 6.42 m |       |
| 8                  | Jackie Edwards      | Bahamas     | 6.14   | x      | 6.42   |        |        |        | 6.42 m |       |
| 9                  | Tünde Vaszi         | Hongrie     | 6.32   | 6.25   | 6.11   |        |        |        | 6.32 m |       |
| 10                 | Concepción Montaner | Espagne     | 6.32   | 6.05   | 6.11   |        |        |        | 6.32 m |       |
| 11                 | Elva Goulbourne     | Jamaïque    | 6.21   | x      | x      |        |        |        | 6.21 m |       |
| —                  | Tatyana Kotova      | Russie      | 6.76   | 6.69   | 6.79   | 6.59   | 6.59   | 6.53   | 6.79 m | DQ    |

## Légende
Records et Performances
- AR : Record continental (area record)
- CR : Record des championnats (championship record)
- MR : Record du meeting (meet record)
- NR : Record national (national record)
- OR : Record olympique (olympic record)
- PR : Record paralympique (paralympic record)
- PB : Record personnel (personal best)
- SB : Meilleure performance personnelle de la saison (season's best)
- WL : Meilleure performance mondiale de l'année (world leader)
- WJR : Record du monde junior (world junior record)
- WR : Record du monde (world record)

Circonstances et Conditions
- DNF : N'a pas terminé (did not finish)
- DNS : N'a pas pris le départ (did not start)
- DQ : Disqualification (disqualification)
- NM : Aucun essai valable enregistré (No Mark)
- Q : Qualifié « directement » au prochain tour (ou à la prochaine compétition), lors d'une compétition majeure, grâce au classement ou à la réalisation des minima (automatic qualifier)
- q : Qualifié au prochain tour (ou à la prochaine compétition), lors d'une compétition majeure, grâce au repêchage ou à la réalisation de l'une des meilleures performances parmi celles des « non qualifiés directement » (grâce au meilleur temps ou à la meilleure distance par exemple) (secondary qualifier)